# Zeghaia
Zeghaia, Zeraia (în arabă زغاية) este o comună din provincia Mila, Algeria.
Populația comunei este de 17.638 de locuitori (2008).